# Abubakar Aslambekowitsch Inalkajew
Abubakar Aslambekowitsch Inalkajew (russisch Абубакар Асламбекович Иналкаев; * 31. Juli 2004) ist ein russischer Fußballspieler.

## Karriere
Inalkajew begann seine Karriere bei Terek Grosny, das sich 2017 in Achmat Grosny umbenannte. Im September 2021 debütierte er im Cup gegen Kairat Moskau für die Profis von Achmat. Im selben Monat gab er auch sein Debüt in der Premjer-Liga, als er am neunten Spieltag der Saison 2021/22 gegen den FK Rostow in der 79. Minute für Jewgeni Charin eingewechselt wurde.